# راب کوهن
راب کوهن (انگلیسی: Rob Cohen؛ زادهٔ ۱۲ مارس ۱۹۴۹) کارگردان، تهیه‌کننده و فیلم‌نامه‌نویس اهل ایالات متحده آمریکا است. وی از سال ۱۹۷۵ میلادی تاکنون مشغول فعالیت بوده‌است.

## بخشی از فیلمشناسی

### کارگردان
- اژدها: داستان بروس لی (۱۹۹۳)
- اژدهادل (۱۹۹۶)
- روشنی روز (۱۹۹۶)
- رت پک (۱۹۹۸)
- جمجمه (۲۰۰۰)
- سریع و خشمگین (۲۰۰۱)
- تریپل اکس (۲۰۰۲)
- نهان (فیلم ۲۰۰۵)
- مقبره امپراتور اژدها (۲۰۰۸)
- الکس کراس (۲۰۱۲)
- پسر همسایه (۲۰۱۵)
- سرقت طوفانی (۲۰۱۸)

### تهیه‌کننده
- اسکات جوپلین (۱۹۷۷)
- لبه تیغ (۱۹۸۴)
- جادوگران ایست‌ویک (۱۹۸۷)
- مرد فراری (۱۹۸۷)
- آیرن‌وید (۱۹۸۷)
- پرنده‌ای روی سیم (۱۹۹۰)
- تریپل اکس: دولت متحد (۲۰۰۵)

### نویسنده
- اژدها: داستان بروس لی (۱۹۹۳)